# Xã Kline, Quận Schuylkill, Pennsylvania
Xã Kline (tiếng Anh: Kline Township) là một xã thuộc quận Schuylkill, tiểu bang Pennsylvania, Hoa Kỳ. Năm 2010, dân số của xã này là 1.438 người.